# Reketra
Reketra je bila kraljica supruga drevnoga Egipta iz 4. dinastije. Bila je rođena kao princeza, "kraljeva kći od njegova tijela". U grobnici svoga sluge Kaemnefreta opisana je kao kćer faraona Kafre i supruga jednog kralja, premda nije spomenuto kojeg. Njezin je suprug najvjerojatnije bio njezin polubrat Menkaura. Pokopana je u grobnici G 8530 u Gizi, koju je istraživao Selim Hassan (1887. – 1961.). U grobnici su pronađene ljudske kosti, očito ostaci kraljice Reketre. Reketra je prikazana u grobnici svog sluge s perikom, ogrlicom i cvijetom lotosa.